# Битка при Чаталджа (11-18 март 1913)
Четвъртата битка при Чаталджа (11-18 март 1913 г.) е последното голямо сражение на българо-османския фронт през Балканската война.
Битката се състои пред Чаталджанската укрепена позиция, където през ноември 1912 г. е спряно българското настъпление към Цариград. През зимата на 1912-1913 г. в района се води позиционна война. В края на януари и началото на март Съединените 1-ва и 3-та българска армия (командващ генерал Кутинчев) отбиват две офанзиви на османската Чаталджанска армия и предотвратяват деблокирането на обсадения Одрин (вижте Втора и Трета битка при Чаталджа).
На 11 март 1913 г. – едновременно с щурма на Одринската крепост – те предприемат на свой ред атака, за да си възвърнат отстъпените през януари предни позиции. Атаката се провежда с авангардните 1-ва и 9-а пехотна дивизия под общото командване на генерал Стефан Тошев. До 13 март османците са отхвърлени зад река Карасу, източно от градчето Чаталджа. За успеха на българите спомага фактът, че артилерията им е извън обсега на тежките османски оръдия на Чаталджанската позиция. След кратко затишие, на 15-16 март 1-ва бригада от 1-ва дивизия атакува плацдарма на залива Бююкчекмедже (на Мраморно море). След завземането му през януари районът е силно укрепен (фортовете Фанасакрис и Арнауткьой), а защитниците му са подсилени с Х корпус, прехвърлен след неуспешния десант при Шаркьой. С нощна атака българският 37-и полк успява да овладее част от османските позиции при Арнауткьой, но напредването на съседните части е спряно при Фанасакрис. Без достатъчно артилерийска поддръжка, полкът е подложен на интензивен обстрел от три страни (включително откъм морето) и губи близо ¼ от състава си, преди да отстъпи. След победата си при Арнауткьой османците провеждат контранастъплние в района на Кумбургас (17-18 март), но са отбити с тежки загуби.
До примирието от 1 април около Чаталджа се водят само малки боеве.